# أبوجا

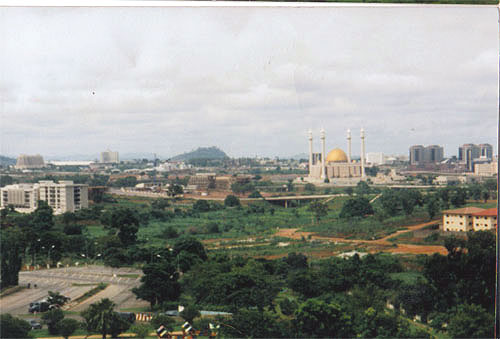
منظر عام للعاصمة

أبوجا هي عاصمة جمهورية نيجيريا الاتحادية. تقع في الوسط مما يعرف بمنطقة العاصمة الاتحادية. وتعد أبوجا من المدن المخطط لها بمعنى أنه خُططت لتكون عاصمة البلاد وهي من المدن الحديثة نسبيا حيث بدأ إنشاؤها في الثمانينات وأصبحت عاصمة نيجيريا الرسمية في 12 ديسمبر 1991 بدل من العاصمة القديمة لاغوس، ويقدر عدد سكانها بحوالي 405,000 نسمة(طبقا لإحصائيات 2005).
من المعالم الجغرافية التي تعرف بها المدينة صخرة آسو (Aso Rock) وهي عبارة عن صخرة ضخمة ارتفاعها 400 متر ناتجة عن التآكل بواسطة المياه ويمتد جنوبا منها جزء كبير من المدينة حيث يوجد المجمع الرئاسي، المجلس الوطني والمحكمة العليا. معظم المدينة لم يتم بناؤها كما هو مخطط بعد والعديد من المباني لم تكتمل حتى الآن.

## التاريخ
كنتيجة للاختلافات العرقية والدينية في نيجيريا، وضع خطط منذ استقلالها لتكون لديها عاصمة في منطقة تعتبر محايدة لكل الأطراف، إذ تم اختيار موقع العاصمة في بداية السبعينات بمركز البلاد بما له من دلالة على وحدة وحيادية الأمة. وكان الانفجار السكانى بلاغوس سببا آخر لبناء أبوجا، حيث أصبحت لاغوس مدينة مزدحمة بالسكان وأوضاعها سيئة. كان قد تقرر أن يبدأالعمل في بناء أبوجا في أواخر السبعينات، لكن، ونتيجة للاضطرابات السياسية والاقتصادية، لم تكتمل المراحل الأولى من بناء المدينة حتى نهاية الثمانينات. قامت معظم الدول بنقل سفاراتها إلى أبوجا مع الاحتفاظ بمقارها السابقة كقنصليات في العاصمة الاقتصادية لاغوس.
يرجع نقل العاصمة النيجيرية من لاگوس إلى أبوجا (رسميا عام 1991) إلى عوامل كثيرة منها اكتظاظ لاگوس بالسكان وتفاقم أزمات السكن والموصلات وغيرها من خدمات تعاني من اختناقات تؤدي إلى مشكلات اجتماعية واقتصادية تتزايد مع استمرار الهجرة السكانية إليها وما يرافقها من مخالفات في شتى النواحي والأنحاء، ومنها كذلك ارتفاع نسبة التلوث في لاگوس الواقعة في وسط مناخ استوائي حار ورطب جدا يغلب على ساحل البحر في شريط مستنقعات شجر القرم (المانگروڤ) المرزغي، مقابل مناخ أبوجا الطيب نسبيا لوقوعها على مستوى أعلى بعيدا عن الرطوبة الساحلية. ويتصف الموقع الجغرافي لأبوجا في وسط البلاد بأنه ذو ميزة إستراتيجية، لبعده عن ساحل البحر وعن حدود الدول المجاورة مسافات متقاربة، في حين تقع لاگوس على المحيط الأطلسي مباشرة مما يسهل احتلالها وتهديدها في موقعها المتطرف في أقصى الجنوب، إلى جانب عوامل أخرى تجعل أوجه الشبه كثيرة بين حالة أبوجا ولاگوس من جهة وحالة أنقرة وإسطنبول في تركيا قبل أكثر من نصف قرن من جهة ثانية.

## تقسيم المدينة

### المقاطعات
المدينة مقسمة إلى خمس مقاطعات كالتالى:
مقاطعة أسوكورو (Asokoro)
مقاطعة مايتاما (Maitama)
مقاطعة ووسي (Wuse)
مقاطعة جاركي (Garki)
المقاطعة المركزية

### الضواحى
كاروو (Karu)
غواغوالدا (Gwagwalada)
كوبوا (Kubwa)
جوكويي (Jukwoyi)

### المتنزهات والأماكن المفتوحة
تعد أبوجا موطن للعديد من المتنزهات والحدائق العامة والمساحات الخضراء ومن أكبر المتنزهات هناك منتزه الألفية (Millennium Park) الذي قام بتصميمه المهندس المعمارى مانفريدي نيكوليتي وتم افتتاحه رسميا يوم الخميس 4 نوفمبر بحضور الملكة إليزابيث الثانية

## المناخ والطقس
تتعرض منطقة العاصمة الاتحادية سنويا لموسم أمطار حار رطب وموسم جاف

## الاقتصاد
تشتهر أبوجا بأنها موطن الكثير من الصناعات الحرفية التقليدية وفي مقدمتها صناعة الفخاريات الغوارية والنسيج القطني المصبوغ باللون الأزرق من النيلة المنتجة محليا، وكذلك صناعة الحصر وغيرها. وأبوجا مركز تجاري مهم في وسط نيجيريا. زاد من نشاط سكانها الاقتصادي استخراج القصدير من أنحائها منذ النصف الأول من القرن العشرين. لكن التطور البارز في وظائف المدينة رافق صدور قرار الحكومة النيجيرية نقل عاصمة البلاد من مدينة لاغوس الساحلية إلى أبوجا الداخلية في ثمانينات القرن العشرين، إذ بدأ العمل بتنفيذ المخطط التنظيمي الجديد بما يناسب عاصمة جديدة لدولة يزيد عدد سكانها على 107.900.000 نسمة (1994 م).، فظهرت فيها المؤسسات والمنشآت والدوائر الرسمية والحكومية المحلية والدولية ومناطق السكن الحديثة والخدمات والمرافق المرتبطة بها، كما أخذت السفارات الأجنبية بالانتقال إلى أبوجا التي افتتح بالقرب منها مطار دولي يربطها بالعالم وبالمدن النيجيرية الأخرى. كذلك أصبح ظهيرها القريب وحدة إدارية خاصة بمحافظة العاصمة، مساحتها 8034 كم2 وعدد سكانها أكثر من 378671 نسمة (1991). ويتوقع لأبوجا النمو السريع لتحول محاور الاهتمام والهجرة السكانية إليها نتيجة وظيفتها الإدارية والسياسية الجديدة عاصمة للبلاد بدلا من لاگوس التي زاد عدد سكانها على 1.300.000 نسمة (1991).

## المواصلات
يعد مطار نامدي أزيكيوي الدولي هو المطار الوحيد بالمدينة ويتم حاليا تحديثه ليكون جاهز لإستضافة حدث مهم هو دورة ألعاب الكومنولث وتملك أبوجا أيضا سيارات أجرة غير ملوثة للبيئة كما يوجد بها نظام كفء للنقل الجماعي للركاب ؟ هو ثاني أكبر مطار بالبلاد وهناك رحلة جوية يومية لمطار هيثرو بلندن وعدة رحلات أسبوعيا لمطار نيويورك تقوم بها خطوط دلتا وبعض هذه الرحلات تمر عبر مطار السنغال.

## جامعات أبوجا
- جامعة أبوجا
- جامعة النيل النيجيرية التركية
- جامعة بيز
- الجامعة الأفريقية للعلوم والتكنولوجيا

## الثقافة
الحياة الثقافية غير واضحة المعالم في أبوجا. فلا يوجد مسرح أو أوبرا فيها. وهناك فقط دارين للسينما. وهناك حديقة حيوان صغيرة. تحتوي هذه الحديقة على أماكن لعب للأطفال.

## أماكن مثيرة للأهتمام

### معالم المدينة

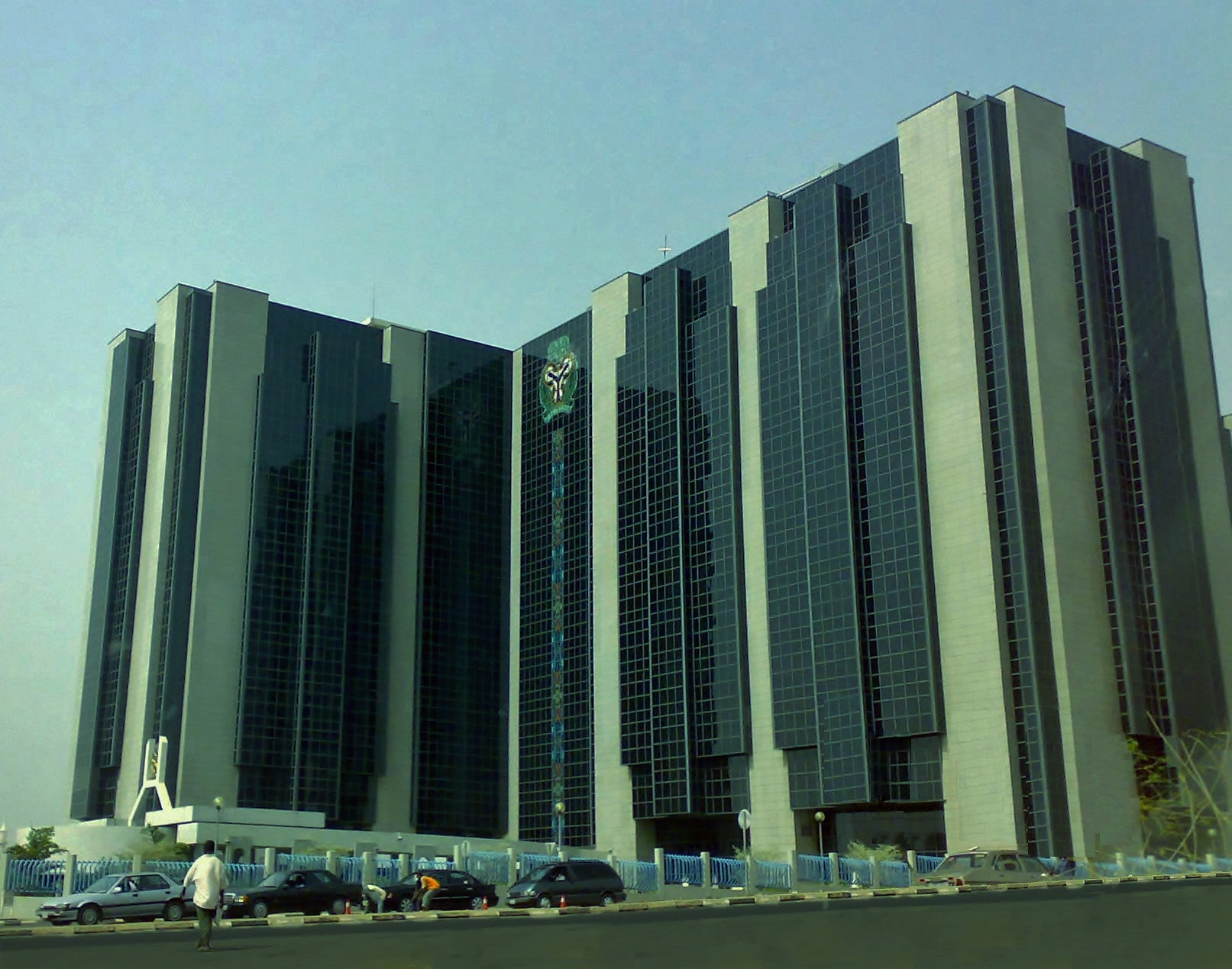
مقر البنك المركزي

- مقر البنك المركزي النيجيري
- مبنى وزارة الدفاع
- مبنى المجلس التشريعي بأبوجا
- المكتبة الوطنية
- المسجد الوطني
- استاد أبوجا
- ابراج إن إن بي سي (NNPC towers)
- نهر أوسوما
- سد أوسوما
- نهر جابي
- نهر جورارا

### أماكن التسوق
سيدي بلازا (Ceddi Plaza)
داون تاون مول (Downtown Mall)
سيلفر بيرد جاليريا (Silverbird Galleria)

## فنادق في أبوجا
فندق شيراتون أبوجا (Sheraton Abuja Hote)
فندق ترانسكورب هيلتون أبوجا (Hotel Transcorp Hilton Abuja)
فندق لو ميريديان أبوجا (Hotel Le Meridien Abuja)
فندق دوبنتلي (Hotel De Bently)
فندق أسكورو (Protea Hotel Asokoro)
فندق اندنت روست (Hotel Andante Rust)

## مدن شقيقة
- برازيليا، البرازيل
- ديترويت، ميشيغان، الولايات المتحدة
- كانبور، الهند

## وصلات خارجية
- الموقع الرسمي
- خرائط جوجل
- الموقع الرسمي لمنطقة العاصمة الاتحادية
- صور لأبوجا
- المعالم السياحية لأبوجا
- فنادق مشهوره في أبوجا